# Cocherito de Bilbao
Cástor Jaureguibeitia Ibarra, más conocido como Cocherito de Bilbao (Bilbao, 20 de diciembre de 1876-Guadarrama, 28 de febrero de 1928) fue un torero español de los siglos XIX-XX.

## Biografía

### Juventud
Nace en Bilbao el 20 de diciembre de 1876, en el caserío señalado con el n.º 21 de la calle del Cristo. Sus padres se dedicaban al cuidado de la huerta y al negocio del txakolina, vino propio del País Vasco atlántico.
Cuando tenía quince años muere su padre y Cástor se fue a vivir a casa de un vecino del barrio. A partir de ese momento probó en diferentes oficios sin permanecer en ellos mucho tiempo, alternando con escarceos para lidiar novillos o lanzarse al ruedo como maletilla. Entró a trabajar en unas cocheras donde llegó a ser conductor, ocupación que le dio el apodo de Cocherito de Bilbao.
Se incorporó como banderillero a la cuadrilla de Ramón Rovira y más tarde a la de Juan Román, con quienes hizo el paseíllo en diferentes plazas locales. Se presentó en la plaza de toros de Bilbao en una novillada celebrada el 10 de octubre de 1897 junto a Bonarillo y Julianillo. Actúa como banderilla y como espada en diferentes festejos asentando su oficio como torero.
Hizo su aparición en la placita cuadrada de los Campos Elíseos,[cita requerida] alternando con Chiquito de Begoña, Jesús Bilbao, Lunares, el Aventurero, Cádiz, etc. y se cuenta que en unión de Jesús Bilbao, Cocherito saltaba las tapias de los jardines durante la noche, soltaban los novillos y se hartaban de torear a la luz de la luna.
El 20 de marzo de 1898 el presidente de la corrida celebrada en Vista Alegre propuso que se multase a Cástor Jaureguibeitia Ibarra, por saltar al ruedo y poner banderillas a un toro, habiéndosele negado el permiso.[cita requerida] El 2 de agosto de 1898 lidió en Azpeitia y resultó cogido por el primer novillo de la corrida de la ganadería de Zapata, hiriéndole en ambas piernas, una de las heridas en la ingle.

### Época de novillero
En 1900 inicia la etapa ya como torero profesional en Bilbao, en la festividad de la Virgen de la Asunción, el 24 de mayo en una corrida mano a mano en la que se lidiaron seis novillos de la ganadería de Mazpule –conocida más tarde como Olsirac– por parte de Manuel García Revertiro y Juan Sal Saleri; Coherito actuó como sobresaliente. Saleri le cedió, a petición del público, la lidia del sexto novillo por cuya faena obtuvo ovación y una oreja.  De nuevo torea en la feria de Bilbao donde estoquea un sobrero de la ganadería brava de Benjumea.  Se presentó en Madrid el 2 de septiembre de 1900 en la plaza de toros de la Fuente del Berro donde hizo el paseíllo con Alvaradito y Morenito de Algeciras, se lidiaron novillos de la ganadería de Pérez de la Concha.
En competencia con Paquiro y Facultades, un pintoresco torero negro, obtuvo por aclamación el premio de un capote de paseo, que hasta entonces había venido alquilando en casa Regino. [cita requerida]
Reconocido como novillero lidió más de treinta corridas cada año entre 1900 y 1903 avalado por la crítica y los aficionados que le consideraban capacitado para obtener el doctorado como matador de toros. Esto no le convenció hasta no convencerse de que había terminado el bachillerato taurino con matrícula de honor y prefirió continuar enfrentándose con reses de mayor respeto.
El 24 de junio de 1903 inauguró la Plaza de toros de Éibar.

### Torero
Tomó la alternativa en Madrid en la plaza de toros de la carretera de Aragón –plaza de toros de la Fuente del Berro–- el 16 de septiembre de 1904 de manos de Antonio Fuentes, que actuó de padrino, acompañado por Bombita –vistió de verde claro y oro– y Machaquito –vistió de marrón y oro– como testigos de la ceremonia; se lidiaron ocho reses –de saldo– de la ganadería de Ibarra. Cocherito vistió un traje de luces verde esmeralda y oro. Estoqueó al octavo toro con media estocada y descabello que le valieron para salir a hombros de la plaza. Torero con poca personalidad destacó por su colocación en el ruedo y su conocimiento de la lidia haciendo un torero completo, valores que lo situaron a la cabeza de los toreros de su época tras los célebres Fuentes, Bombita y Machaquito. Banderillero innovador, colocó banderillas de cuatro en cuatro, fue de los primeros espadas en obtener una oreja del toro lidiado en la plaza de Madrid.
La exitosa campaña realizada por Cocherito en América durante el invierno de 1910-1911 fue seguida con interés por los aficionados bilbaínos a través de la prensa mexicana. Cocherito de Bilbao participó a lo largo de su carrera taurina (1897-1919), en sus etapas de novillero y matador de toros, en 616 festejos taurinos, en los que pasaportó un total de 1668 astados. De estas actuaciones 132 fueron novilladas (1897-1904), en las que estoqueó 304 utreros. En el escalafón superior (1904-1919) alcanzó la cifra de 483 tardes vestido de luces, en las que dio muerte a 1162 astados, en plazas de cinco países distintos: Francia, México, Perú, Portugal, en las que toreó en 106 ocasiones, y España, 378 tardes.[cita requerida]
A pesar de que en Bilbao, y después de la alternativa, tardó dos temporadas en formar parte de los carteles de la Semana Grande (1906), éste fue el ruedo donde en mayor número de ocasiones lució sus actividades: 83 como matador de toros y 28 como novillero. Seguido por la arena de la capital de España, 39 tardes en el escalafón superior.
Fue uno de los maestros del toreo en España, Francia y América. Un torero completo, honrado, certero matador, ubicado en la transición taurina. [cita requerida]

### Retiradas
En el año 1919, Cocherito contaba con cuarenta y tres años y había permanecido quince temporadas como matador de toros sin limitación en el encuentro con todos los diestros en activo. Cuando Joselito y Belmonte se doctoraron, sus procedimientos tan opuestos a los que hasta entonces se entendían por torear, unidos al rápido ascenso de ambos diestros –Joselito y Belmonte–, convertidos en las grandes figuras del toreo de primeros de siglo XX,  eclipsó la trayectoria de Cocherito que optó por alejarse de los ruedos.
Para su retirada redujo su despedida a dos manifestaciones públicas: una el 6 de julio de 1919 en la plaza de Madrid y la otra el 31 de agosto del mismo año en la de Bilbao. Para la despedida de Madrid Y para estar presentes en la plaza madrileña el club organizó un tren especial que condujo a la villa y corte a varios centenares de aficionados bilbaínos. El cartel de la corrida combinó seis toros de la ganadería de Salas para Cocherito, Joselito y Belmonte. No había nada mejor en la tauromaquia. Los aires de la fiesta abarrotaron de público la plaza y Cocherito alcanzó un triunfo redondo en el último toro que lidió ante el público madrileño. Joselito y Belmonte abrazaron al veterano lidiador que había escrito en la arena del circo madrileño un curso del toreo bizarro, auténticamente concienzudo. Cocherito dio varias vueltas al ruedo con la aprobación unánime y entusiasta del público. Un revistero de la época señaló que «había recogido tantos cigarros como para poner un estanco». Luego vino a Bilbao para despedirse definitivamente del toreo y de sus paisanos. Incluso el rey Alfonso XIII y su séquito, que hacían estancia en Las Arenas, acudieron a Vista Alegre para ser unos más en la despedida de Cocherito. Con Cocherito actuaron Chiquito de Begoña, Torquito y Fortuna en la lidia de ocho toros de Pérez Tabernero. Toreó de capa con su estilo personalísimo, clavó sus pares de frente, magníficamente, acabó su faena de muleta tranquilo, sereno, valiente y artista. Una vez dominada la res le recetó un soberbio volapié. Comenzaron a caer al ruedo los primeros sombreros, Cocherito recogió uno pajizo lo colgó en unos de los pitones del toro, lo guio poco a poco hasta la barrera, se sentó al estribo y la que fue brava fiera cayó a sus pies. Miles de pañuelos blancos revolotearon airosos como palomas. [cita requerida] Cocherito se dirigió a la barrera, tomó de su mozo de estoques unas tijeras y en el centro del ruedo, se arrancó la moña y de un tijeretazo se cortó la coleta.

### Tras su paso por los ruedos
Desde su retirada Cástor Jaureguibeitia Ibarra fue un terrateniente, un pescador y un fotógrafo allá en San Fernando del Jarama hasta que falleció en Guadarrama, Madrid, el día 28 de febrero de 1928. Está enterrado en el cementerio antiguo de San Fernando de Henares, localidad madrileña de la que era originaria su mujer, Casilda Maján. 
En el año 2010, año que se cumple un centenario del Club Cocherito, se le rindió un homenaje descubriendo una placa en el nicho del torero vasco, y con diversos festejos.